# II Zbór Kościoła Chrześcijan Baptystów w Krakowie
II Zbór Kościoła Chrześcijan Baptystów  w Krakowie – zbór Kościoła Chrześcijan Baptystów z siedzibą w Krakowie, przy ulicy Armii Krajowej 4.

## Historia
Po wyborze na pastora zboru baptystycznego w Krakowie Zbigniewa Sobczaka w listopadzie 1998, pełniący dotychczas obowiązki pastora Stanisław Głuszek został skierowany do utworzenia placówki w Podgórzu, jako dzielnicy pozbawionej dotychczas zboru ewangelicznego. W grudniu 1998 w Rabce miało miejsce spotkanie osób zaangażowanych w budowę nowej wspólnoty. W efekcie w styczniu 1999 w mieszkaniu prywatnym odbyło się pierwsze nabożeństwo placówki podległej zborowi z ul. Wyspiańskiego.
Jeszcze w styczniu 1999 do prowadzenia nabożeństw została wynajęta sala w Młodzieżowym Domu Kultury przy ul. Górników. Organizowane tam były również koncerty, ewangelizacje, projekcje filmów oraz inne wydarzenia kulturalne i religijne. W październiku tego roku rozpoczęły się spotkania klubu dla nastolatków, a w październiku 2000 ruszyły zajęcia szkółki niedzielnej.
W listopadzie 2000 miejsce nabożeństw przeniesiono do kolejnej siedziby budynku Młodzieżowego Domu Kultury przy ul. Beskidzkiej. 9 listopada 2000 założony został zespół uwielbieniowy. 
Podgórska wspólnota prowadziła działalność pośród mieszkańców pochodzenia romskiego mieszkających w Zesławicach. Odbywały się tam szkółki niedzielne, a stycznia 2001 na osiedlu założona została świetlica dla dzieci.
17 listopada 2001 przedstawiona została oficjalna deklaracja o usamodzielnieniu się podgórskiej społeczności baptystycznej od macierzystej jednostki. 12 grudnia 2001 dawna placówka stała się niezależnym zborem, który otrzymał nazwę II Zbór Kościoła Chrześcijan Baptystów w Krakowie. Uroczyste nabożeństwo z tej okazji miało miejsce 3 marca 2002.

## Działalność
Nabożeństwa odbywają się w każdą niedzielę o godzinie 11:00 w budynku szkół „Uczeń” przy ul. Armii Krajowej 4. Ponadto raz w tygodniu mają miejsce również spotkania modlitewne. Prowadzone są także grupy domowe oraz kursy języka angielskiego.
Przy zborze działa oddział Royal Rangers Polska